# Буковина
Буковина (рум. Bucovina) јесте историјски регион који је данас подељен између Румуније и Украјине.
Своје званично немачко име (die Bukowina ili das Buchenland), добила је док је била под аустријском владавином (1775—1918), под утицајем назива који су користили Словени (Пољаци, Украјинци и остали) из тих крајева за огромне букове шуме које су се тамо простирале.
За Буковину важи једна занимљива чињеница - регија никада није остварила своју потпуну аутономију (у смислу државе) већ је увек кроз историју припадала некој другој држави.

## Историја
Половином 1. миленијума после Христа појавила су се племена са далеког истока (Хуни, Авари), чији је утицај приметан до 7. века. Од 9. до 14. века Буковина потпада под власт Кијевске Русије која тада нагло јача. У том периоду настају Галиција и Лодомерија као области у Буковини.
У периоду од 1349. до 1384. године северни део Буковине потпада под власт Краљевине Пољске а јужни део потпада под владавину Молдавије. У том периоду се и уздиже град Сучава који 1388. године постаје седиште округа који је био под владавином Молдавије.
Између 1385. и 1569. године власт над северним делом Буковине наизменично деле Краљевина Пољска и Молдавија. У 16. веку, тачније 1512. године, Молдавија потпада под власт Турака а истовремено и целокупна територија Буковине. Северни део Буковине се вратио под Пољску власт 1541. године.
После немилих догађаја у Мадефалви, 1764. године, неколико хиљада Секеља се исељава из Ердеља и одлази прво у Молдавију, а убрзо затим и у Буковину, где оснивају својих пет села Андрашфалва, Хадикфалва, Фогадјиштен, Иштеншегитш и Јожеффалва. Током 19. и 20. века Секељи су напустили та села, и вратили се у стара станишта, или су током велике сеобе Секеља у 1883. години прешли у новооснована као што су: Скореновац, Војловица и Иваново. Од тога доба је и настао појам Буковински Секељи.
Током Руско-турског рата (1768—1774), Буковину је запосела руска војска 1769. године, али преотели су је 1774. године Хабзбурзи, који су 1775. године анектирали читаву област. "Трактатом" од 12. маја 1776. године је легално уступљено аустријској царевини. Буковина је до 1786. године имала споствену војну управу, па је предата Галицијској губернији, али притом задржала целовитост. Године 1776. ту је живело 79.613 становника, а главно место Чернивци.
Велику већину становништва ове области чинили су православни украјински Руси и православни молдавски Румуни, а мањинско становништво су сачињавали Јевреји и колонизовани Немци. Православни епископ из Радовца тада прелази у Чернивце и од 1783. године потпада под духовну надлежност Карловачке митрополије. Био је 1814. године Србин из Бачке, Данил Влаховић епископ буковински (1789–1822). Буковина је 1849. године постала посебна круновина Аустријске царевине. Године 1873, створена је Буковинска митрополија која је поред Буковинске епархије обухватала и две српске епархије, Далматинску и Бококоторску, које су такође изузете из духовне надлежости Карловачке митрополије. Буковина је остала под хабзбуршком влашћу све до 1918. године, када је већи део прикључен Румунији.
Румунски режим је 28. новембра 1918. формирао Генерални конгрес Буковине којим је председавао Јанку Флондор, састављен искључиво од Румуна, о уједињењу Буковине са Румунијом. Јанку Флондор се надао да ће бити изабран за првог председника Румунске владе у Буковини, али су неке несугласице са привременом управом довеле до тога да је 15. априла 1919. трајно поднео оставку на све функције које је обављао и начисто је напустио свет политике.
Министарство просвете је 1926. године усмено потврдило формално право Украјинаца на школовање на матерњем језику, али је за то било потребно прикупити одговарајући број потписа родитеља и проћи кроз разне бирократске препреке. У исто време, чим су добровољци стигли, обезбеђење је почело да их јури. Стога су се Украјинци Румуније нашли у најгорој ситуацији у односу на друге националности ове државе. Истовремено, све ове мере довеле су само до још већег противљења и беса становништва. После Аграрне реформе 1921. године (од које су се земљопоседници обогатили, а сељаци постали још сиромашнији), друштвено-економска ситуација у земљи се погоршала.

## Становништво
Због многобројних историјских промена владара и сеоба народа у Буковини је становништво веома шаролико по националности, али се може рећи да на југу Буковине већином живе Румуни а на северу словенски народи (Украјинци, Руси).

### Пописи у Аустроугарској

#### Попис становништва 1786. године
По попису становништва из 1786. године у аустријској покрајини Буковини живело је 135.494 становника.
| Матерњи језик | Становници | Проценат |
| ------------- | ---------- | -------- |
| румунски      | 91.865     | 67,8%    |
| украјински    | 31.706     | 23,4%    |
| остали        | 11.923     | 8,8%     |
| укупно        | 135.494    | 100%     |

#### Попис становништва 1848. године
По попису становништва из 1848. године у аустријској покрајини Буковини, у Буковини су већина били Румуни.
| Матерњи језик | Становници | Проценат |
| ------------- | ---------- | -------- |
| румунски      | 209.179    | 55,4%    |
| украјински    | 108.743    | 28,8%    |
| остали        | 59.659     | 15,8%    |
| укупно        | 377.581    | 100%     |

#### Попис становништва 1851. године
У Буковини-покрајини у Аустроугарској је 1851. године живило 380.826 становника.

#### Попис становништва 1869. године
У Буковини је према попису из 1869. године живило је 511.364 становника.
| Матерњи језик | Становници | Проценат |
| ------------- | ---------- | -------- |
| румунски      | 207.102    | 40,5%    |
| украјински    | 186.136    | 36,4%    |
| остали        | 118.126    | 23,1%    |
| укупно        | 511.364    | 100%     |

#### Попис становништва 1880. године
У Буковини је 1880. према попису живило 568.723 становника.
| Матерњи језик | Становници | Проценат |
| ------------- | ---------- | -------- |
| румунски      | 189.954    | 33,4%    |
| украјински    | 240.001    | 42,2%    |
| остали        | 138.768    | 24,4%    |
| укупно        | 568.723    | 100%     |

#### Попис становништва 1890. године
У Буковини је 1890. према попису живило 642.495 становника.
| Матерњи језик | Становници | Проценат |
| ------------- | ---------- | -------- |
| румунски      | 208.168    | 32,4%    |
| украјински    | 268.563    | 41,8%    |
| остали        | 165.764    | 25,8%    |
| укупно        | 642.495    | 100%     |

#### Попис становништва 1900. године
У Буковини је 1900. према попису живило 730.195 становника.
| Матерњи језик            | Становници | Проценат |
| ------------------------ | ---------- | -------- |
| румунски                 | 229.018    | 31,36%   |
| украјински               | 297.798    | 40,79%   |
| остали (њемачки и други) | 203.379    | 27,85%   |
| укупно                   | 730.195    | 100%     |

| Религија     | Становници | Проценат |
| ------------ | ---------- | -------- |
| гркокатолици | 500.262    | 68,51%   |
| римокатолици | 110.188    | 15,09%   |
| јевреји      | 96.445     | 13,20%   |
| остали       | 23.300     | 3,20%    |
| укупно       | 730.195    | 100%     |

#### Попис становништва 1910. године
У Буковини је 1910. према попису живило 794.930 становника.
| Матерњи језик | Становници | Проценат |
| ------------- | ---------- | -------- |
| украјински    | 305.253    | 38,4%    |
| румунски      | 273.456    | 34,4%    |
| хебрејски     | 102.546    | 12,9%    |
| њемачки       | 65.979     | 8,3%     |
| пољски        | 35.772     | 4,5%     |
| мађарски      | 10.334     | 1,3%     |
| остали        | 1.590      | 0,2%     |
| укупно        | 794.930    | 100%     |

| Религија     | Становници | Проценат |
| ------------ | ---------- | -------- |
| православци  | 546.912    | 68,8%    |
| јевреји      | 102.546    | 12,9%    |
| римокатолици | 97.776     | 12,3%    |
| гркокатолици | 25.438     | 3,2%     |
| лутерани     | 19.873     | 2,5%     |
| остали       | 2.385      | 0,3%     |
| укупно       | 794.930    | 100%     |

### Украјински део Буковине
По попису из 2001. године, процентуални однос становништва у Чернивачкој области био је следећи:
- 75% Украјинци
- 12% Румуни
- 7,3% Молдавци
- 4,1% Руси
- 0,4% Пољаци
- 0,2% Јевреји

### Румунски део Буковине
По попису из 2002. године процентуални однос становништва у области Сучава је био следећи:
- 96,6% Румуни
- 1,3% Роми
- 1,2% Украјинци
- 0,3% Немци
- 0,4% Пољаци
- 0,1% Секељи (Мађари)

## Послератне поделе
После Првог светског рата и распада Аустроугарске 1918. године, Румуни који су живели у Буковини су изгласали прикључење Румунији, али је северни део још остао под влашћу Украјине.
Сенжерменским уговором из 1919. године цео јужни део Буковине потпада под румунску власт и постаје део Румуније.
После Другог светског рата мировним споразумом у Паризу, Украјина дефинитивно добија област Чернивци, док област Сучаве остаје Румунима.

## Важнији градови
- На северу: Чернивци (укр. Чернівці)
- На југу: Сучава (рум. Suceava)